# Cocoamidopropyl-Betaine

Strukturformel des Hauptbestandteils Lauramidopropylbetain (Laurinsäure)

Cocamidopropyl-Betaine (CAPB) sind eine Sammelbezeichnung für bestimmte Betaine, die aus Kokosfettsäuren abgeleitet werden. Den bedeutendsten Anteil bildet Lauramidopropylbetain (C19H38N2O3). Synonyme für Cocoamidopropylbetaine sind CAPB, COCAMIDOPROPYL BETAINE (INCI), Alkylamidobetaine, Kokos(fettsäureamidopropyl)betain und 2-[3-(dodecanoylamino)propyl-dimethylazaniumyl]acetate (IUPAC).

## Gewinnung und Darstellung
Um CAPB herzustellen, werden zunächst Kokosfettsäuren (d. h. insbesondere Fettsäuren mit acht bis achtzehn Kohlenstoffatomen in der Verbindung) bzw. deren Triacylglycerole mithilfe von 3-Aminopropyldimethylamin amidiert. Im Anschluss folgt eine Carboxymethylierung mit Chloressigsäure, die unter basischen Bedingungen stattfindet.
Im Jahre 2003 wurden weltweit etwa 100 Kilotonnen an 30%iger Ware hergestellt.

## Eigenschaften
CAPB gehören zu den Amphotensiden, es handelt sich somit um Zwitterionen. Die positive Ladung liegt hierbei am quartären Stickstoffatom, die negative an der Carboxylatgruppe. Sie verhalten sich somit in neutralen Lösungen wie amphotere Tenside, in sauren Lösungen wie kationische und in alkalischen Lösungen wie anionische Tenside. Die CAS-Nummer ist 61789-40-0 und die PubChem-Registrierungsnummer ist 20280.

## Verwendung
Verwendung finden CAPB insbesondere als Cotenside in der Kosmetik und in der Haushaltschemie, insbesondere in Duschgelen, Shampoos, Zahnpastas und Flüssigseifen, aber auch in Weichspülern oder Geschirrspülmitteln. In der Inhaltsstoffliste wird es als COCAMIDOPROPYL BETAINE (INCI) aufgeführt. Sie besitzen neben der reinigenden eine antistatische Wirkung, verbessern das Hautgefühl und die Kämmbarkeit von Haaren, können aber auch zur Verbesserung der Schaumqualität und als Viskositätsregler eingesetzt werden. Zusätzlich wirken CAPB antiseptisch. Die gute Schleimhautverträglichkeit begünstigt zudem die Verwendung in Kosmetikartikeln für Babys.

## Sicherheitshinweise
CAPB gelten allgemein als gut hautverträglich und umweltfreundlich. Sie werden in die Wassergefährdungsklasse WGK 1 eingestuft.
Sie stehen dennoch im Verdacht, verantwortlich für das Auftreten von allergischen Kontaktekzemen zu sein, insbesondere bei Shampoos und im Bereich von Gesicht bzw. Kopfhaut, seltener an den Händen. In einigen Fällen könnte es sich dabei auch um irritative Kontaktekzeme handeln. Verschiedene Studien liefern weiterhin Hinweise darauf, dass vielmehr Amidoamin oder DMAPA, die als Verunreinigungen häufig in handelsüblichen CAPB-Gemischen auftreten, die tatsächlichen Verursacher von allergischen Kontaktekzemen sein könnten.